# Johan Vilhelm Andersen
Johan Vilhelm Andersen, (født 17. januar 1892 i København, død 29. november 1971) var en dansk maler, grafiker og skaber af glasmosaikker. 
Johan Vilhelm Andersen har bl.a. skabt mosaikker i en række kirker, herunder Taarbæk Kirke.

## Hæder
- Købkes Legat 1920, 1924
- Akademiets stipendium 1924, 1941, 1946
- Hertzogs Præmie 1927
- Eckersberg Medaillen 1931
- Zacharias Jacobsens Legat 1932, 1936
- Serdin Hansens Præmie 1932, 1944
- Alfred Benzons Præmie 1952